# محمود الزنفلي
محمود الزنفلي لاعب كرة قدم مصري في مركز حراسة المرمى ، من ناشئي وادي دجلة ، ويلعب حاليًا للنادي الأهلي.

وقد انضم للفريق في 4 فبراير 2024 ولمدة 6 أشهر على سبيل الإعارة من نادي الداخلية.

## إحصائيات مشاركاته
آخر تحديث في 19 يوليو 2018

### مع الأندية
| الفريق | الموسم    | الدوري  | الدوري | الكأس   | الكأس | البطولات القارية | البطولات القارية | بطولات أخرى | بطولات أخرى | الإجمالي | الإجمالي |
| الفريق | الموسم    | مشاركات | أهداف  | مشاركات | أهداف | مشاركات          | أهداف            | مشاركات     | أهداف       | مشاركات  | أهداف    |
| ------ | --------- | ------- | ------ | ------- | ----- | ---------------- | ---------------- | ----------- | ----------- | -------- | -------- |
| أسوان  | 2016–2017 | 0       | 0      | 1       | 0     | —                | —                | —           | —           | 1        | 0        |
| أسوان  | الإجمالي  | 0       | 0      | 1       | 0     | —                | —                | —           | —           | 1        | 0        |
| الرجاء | 2017–2018 | 22      | 0      | 0       | 0     | —                | —                | —           | —           | 22       | 0        |
| الرجاء | الإجمالي  | 22      | 0      | 0       | 0     | —                | —                | —           | —           | 22       | 0        |

## روابط خارجية
- محمود الزنفلي على موقع Soccerway.com (الإنجليزية)